# Паров, Анатолий Васильевич
Анато́лий Васи́льевич Паро́в (17 сентября 1956, Москва — 28 сентября 2013, Москва) — советский футболист, защитник. Мастер спорта СССР (1976).

## Биография
Анатолий Васильевич Паров родился 17 сентября 1956 года в Москве.

### Клубная карьера
Воспитанник московского «Динамо» с 1967 года. Первый тренер — Евгений Федорович Байков. С 19 лет стал выступать за главную команду, за 5 лет провёл в чемпионате 75 матчей.
В кубковом матче 1978 года с «Торпедо» обычно негрубый В. Н. Сахаров нанёс Парову тяжелейшую травму, перечеркнувшую всю его дальнейшую карьеру.
В 1981 году перешёл в московский «Локомотив» из первой лиги. В 1986—1988 и в 1990 году играл в курганском клубе «Торпедо» / «Зауралье».
В 1993 году играл за казахстанский клуб Уралец-Арма, где и закончил карьеру .

### В сборной
В 1976 году провёл 2 гостевых товарищеских матча в составе сборной СССР — против Аргентины и Бразилии. Также выступал за молодёжную сборную страны.
Анатолий Васильевич Паров умер 28 сентября 2013 года в Москве.

## Награды и звания, достижения
- Мастер спорта СССР, 1976 год
- Чемпион СССР: 1976 (весна).
- Обладатель Кубка СССР: 1977.
- В списке 33 лучших футболистов СССР (2): 1976, 1977 — № 3.